# Den sidste færge
Den sidste færge er en dansk kortfilm fra 1993, der er instrueret af Peter Flinth efter manuskript af Søren Fredriksen.

## Handling
En mand tager den sidste færge en sen aften. Bortset fra hans kollega, er der ingen passagerer ombord. Ved et uheld ryger kollegaen over bord. Manden vil slå alarm, men opdager, at færgen er tom. Der er ingen der styrer...